# Claude Ashton
Claude Ashton (Calcutta, 19 febbraio 1901 – 31 ottobre 1942) è stato un calciatore inglese, di ruolo centrocampista.

## Palmarès

### Club

#### Competizioni nazionali
- Community Shield: 1

Dilettanti: 1925